# Нормальне число
Нормальними за основою n або n-нормальними ({\displaystyle n\in \mathbb {N} ,n\geqslant 2}) в математиці називаються дійсні числа, що мають таку властивість: у їхньому записі у вигляді нескінченного дробу в системі числення за основою n кожен знак (більше того, будь-яка група цифр фіксованого розміру) зустрічається з однією і тією ж імовірністю. Числа, нормальні за будь-якою основою n, називаються абсолютно нормальними.
Наприклад, число
0,(1)(10)(11)(100)(101)(110)(111)(1000)(1001)…
нормальне за основою 2 (або 2-нормальне). Прикладом числа, нормального за основою 10 є стала Чемперноуна
0.1234567891011121314151617…
Поширеною є думка, що такі числа, як √2, π, та e є нормальними, однак доведення цього поки не знайдено.